# Witalina Bacaraszkina
Witalina Igoriewna Bacaraszkina (ros. Виталина Игоревна Бацарашкина; ur. 1 października 1996 w Omsku) – rosyjska strzelczyni sportowa specjalizująca się w strzelaniu z pistoletu. Złota i srebrna medalistka olimpijska, wielokrotna medalistka mistrzostw świata i mistrzostw Europy.

## Życiorys
Rosjanka zaczęła uprawiać sport w 2009 roku. Stało się to dzięki, otrzymanej od jednego ze znajomych ojca zawodniczki, sugestii zapisania się do klubu strzeleckiego. Udział w zmaganiach najwyższej rangi bierze od 2013 roku. Jest praworęczna, mierzy z broni prawym okiem.

## Przebieg kariery
W 2013 roku startowała w zawodach Pucharu Świata w strzelectwie, które miały miejsce w Grenadzie. Pucharowe zmagania zakończyła na 13. pozycji, z dorobkiem 380 punktów. W tym samym roku jako juniorka uczestniczyła w Mistrzostwach Europy – na czempionacie w Odense zdobyła brązowy medal w konkurencji pistoletu pneumatycznego 10 m w drużynie, a na czempionacie rozgrywanym w Osijeku wywalczyła złoto w konkurencji pistoletu sportowego 25 m w drużynie.
W 2014 roku Rosjanka brała jako juniorka udział na mistrzostwach Europy, które miały miejsce w Moskwie. Zdobyła ona brązowy medal w konkurencji pistoletu pneumatycznego na dystansie 10 metrów. W tym samym roku zawodniczka startowała jako juniorka na mistrzostwach świata. W zawodach rozgrywanych w Grenadzie udało się jej wywalczyć srebrny medal w konkurencji strzelania z pistoletu pneumatycznego na dystansie 10 metrów. Oba wymienione tytuły otrzymała w indywidualnej rywalizacji. Rok później, wciąż jako juniorka, wywalczyła złoty medal w konkurencji pistoletu pneumatycznego z 10 metrów, podczas rozgrywanych w Mariborze mistrzostw Europy.
W 2016 Bacaraszkina, a także Ljubow Jaskiewicz i Olga Kuzniecowa, wywalczyły na ME drużynowo złoty medal, w konkurencji pistoletu pneumatycznego z 10 metrów. W tej samej konkurencji, ale indywidualnie, Bacaraszkina zajęła dopiero siódmą pozycję. Starty na tym czempionacie były jej debiutem jako seniorka.
Bacaraszkina reprezentowała Rosję na letnich igrzyskach olimpijskich w Rio de Janeiro. Wynikiem 390 punktów zwyciężyła w eliminacjach, a w finale zdobyła 197,1 pkt i uległa jedynie chińskiej strzelczyni Zhang Mengxue, tym samym zdobywając srebrny medal igrzysk olimpijskich. Dla reprezentacji Rosji był to wówczas drugi olimpijski medal, jej osiągnięcie docenił rosyjski szef resortu sportu.

Nie mogę powiedzieć, że medal był niespodzianką. Strzelcy, tak jak szermierze, w ostatnim czasie odnieśli spore sukcesy na mistrzostwach świata i w zawodach Pucharu Świata, czego nie można powiedzieć o igrzyskach olimpijskich. Tym razem sukcesy poprzedziły bardzo poważne treningi. Perfekcyjne centrum zostało wybudowane w Nowogorsku. Witalina jest młodą zawodniczką, ale ma już światowe doświadczenie, stabilne zdrowie psychiczne i pewność siebie. Zatem ten wynik nie był niespodzianką.

Również podczas tych igrzysk, Bacaraszkina brała udział w konkurencji strzelania z pistoletu sportowego z 25 metrów, lecz nie awansowała do decydującej fazy, zajmując ostatecznie 13. miejsce.
W 2018 roku Bacaraszkina wzięła udział w mistrzostwach świata. Na tym czempionacie wywalczyła trzy medale. Złoty medal uzyskała w mikście, razem z Artiomem Czernousowem (wynik 488,1 pkt) – ponadto tak cenny krążek dał jej bezpośredni awans na igrzyska olimpijskie w Tokio. Srebrny medal otrzymała indywidualnie, dzięki wynikowi 37 punktów uzyskanemu w zawodach w konkurencji pistoletu pneumatycznego na dystansie 25 metrów. Brązowy medal zaś Rosjanka otrzymała razem z Margaritą Łomową oraz Swietłaną Miedwiediową, w konkurencji strzelania z pistoletu pneumatycznego na dystansie 10 metrów. Rosyjskie zawodniczki zdobyły brąz dzięki wynikowi 1720 punktów.
W rozgrywanych w Osijeku mistrzostwach Europy w strzelaniu z 10 metrów zdołała zdobyć srebrny medal w konkurencji mikstu, razem z Artiomem Czernousowem. Ci medaliści zapewnili sobie srebro wynikiem 485,1 pkt. W kolejnej edycji ME udało się razem z Czernousowem zdobyć złoty medal w mieszanej konkurencji strzelania z pistoletu pneumatycznego na dystansie 10 metrów.
W 2021 wystartowała na mistrzostwach Europy, które odbyły się w Osijeku. Wywalczyła tutaj aż cztery medale – indywidualnie srebro na dystansie 10 metrów oraz brąz na dystansie 25 metrów, drużynowo natomiast złoto na dystansie 10 metrów (w mikście, razem z Czernousowem) i srebro na dystansie 10 metrów (drużynowo, razem z Margaritą Czernousową i Darią Sirotkiną).
Zawodniczka brała udział w rozgrywanych w Tokio letnich igrzyskach olimpijskich. W konkurencji pistoletu pneumatycznego 10 m, w eliminacjach zajęła trzecią pozycję, dzięki wynikowi 582 punktów, uległa ona jedynie Greczynce Annie Korakaki oraz Chince Jiang Ranxin. W finałowej części zmagań zdołała wywalczyć złoty medal w konkurencji strzelania z pistoletu pneumatycznego na dystansie 10 metrów. W swym zwycięskim występie udało się jej również ustanowić nowy rekord olimpijski, wynikiem 240,3 punktów. Dla Rosyjskiego Komitetu Olimpijskiego był to pierwszy złoty medal olimpijski na tych samych igrzyskach. Także podczas tych igrzysk, udało się wywalczyć razem z Czernousowem srebrny medal w konkurencji pistoletu pneumatycznego 10 m, w rywalizacji mikstów. Natomiast w konkurencji pistoletu sportowego 25 m, udało się jej przebrnąć przez eliminacje, wynik 292 punktów dał jej czwartą pozycję. W finale osiągnęła wynik 38 (4) punktów, co dało jej drugi złoty medal olimpijski na tych samych igrzyskach. Rosyjska strzelczyni dodatkowo ustanowiła, razem ze srebrną medalistką w tej samej konkurencji Kim Minjung, nowy rekord olimpijski. 
Strzelczyni przykuła uwagę obserwatorów wiedźmińskim medalionem, który zakładała na igrzyska olimpijskie w Rio de Janeiro, jak również w Tokio. Podczas igrzysk rozgrywanych w tym drugim mieście, Bacaraszkina nosiła medalion przez cały czas trwania konkursu, który zakończył się dla niej złotym medalem olimpijskim – zarówno w starcie w konkurencji pistoletu pneumatycznego 10 m, jak i w konkurencji pistoletu sportowego 25 m.

## Osiągnięcia

### Letnie igrzyska olimpijskie
| Rok  | Miasto         | Miejsce | Konkurencja                         | Wynik  | Źródło |
| ---- | -------------- | ------- | ----------------------------------- | ------ | ------ |
| 2016 | Rio de Janeiro | 2.      | pistolet pneumatyczny, 10 m         | 197,1  | [ 10 ] |
| 2016 | Rio de Janeiro | 13.     | pistolet sportowy, 25 m             | 578    | [ 10 ] |
| 2021 | Tokio          | 1.      | pistolet pneumatyczny, 10 m         | 240,3  | [ 11 ] |
| 2021 | Tokio          | 2.      | pistolet pneumatyczny, 10 m (mikst) | 14     | [ 12 ] |
| 2021 | Tokio          | 1.      | pistolet sportowy, 25 m             | 38 (4) | [ 13 ] |

### Mistrzostwa świata
W 2014 roku Bacaraszkina startowała jako juniorka, a od 2018 startuje jako seniorka.
| Rok  | Miasto   | Miejsce | Konkurencja                         | Wynik      | Źródło |
| ---- | -------- | ------- | ----------------------------------- | ---------- | ------ |
| 2014 | Grenada  | 2.      | pistolet pneumatyczny, 10 m         | 198,2      | [ 14 ] |
| 2014 | Grenada  | 2.      | pistolet pneumatyczny, 10 m (druż.) | 1134       | [ 14 ] |
| 2014 | Grenada  | 9.      | pistolet sportowy, 25 m             | 571        | [ 14 ] |
| 2014 | Grenada  | 3.      | pistolet sportowy, 25 m (druż.)     | 1710       | [ 14 ] |
| 2018 | Changwon | 6.      | pistolet pneumatyczny, 10 m         | 157,2      | [ 15 ] |
| 2018 | Changwon | 3.      | pistolet pneumatyczny, 10 m (druż.) | 1720       | [ 15 ] |
| 2018 | Changwon | 1.      | pistolet pneumatyczny, 10 m (mikst) | 488,1      | [ 15 ] |
| 2018 | Changwon | 2.      | pistolet sportowy, 25 m             | 37 (4+4+2) | [ 15 ] |

### Mistrzostwa Europy
W latach 2013–2015 Bacaraszkina startowała jako juniorka, a od 2017 startuje jako seniorka.
| Rok  | Miasto  | Miejsce | Konkurencja                         | Wynik | Źródło |
| ---- | ------- | ------- | ----------------------------------- | ----- | ------ |
| 2013 | Osijek  | 14.     | pistolet sportowy, 25 m             | 564   | [ 16 ] |
| 2013 | Osijek  | 1.      | pistolet sportowy, 25 m (druż.)     | 1710  | [ 16 ] |
| 2015 | Maribor | 1.      | pistolet sportowy, 25 m             | 7     | [ 17 ] |
| 2015 | Maribor | 1.      | pistolet sportowy, 25 m (druż.)     | 1726  | [ 17 ] |
| 2017 | Baku    | 12.     | pistolet sportowy, 25 m             | 579   | [ 18 ] |
| 2017 | Baku    | 4.      | pistolet sportowy, 25 m (druż.)     | 1721  | [ 18 ] |
| 2021 | Osijek  | 2.      | pistolet pneumatyczny, 10 m         | 242,0 | [ 19 ] |
| 2021 | Osijek  | 2.      | pistolet pneumatyczny, 10 m (druż.) | 11    | [ 19 ] |
| 2021 | Osijek  | 1.      | pistolet pneumatyczny, 10 m (mikst) | 17    | [ 19 ] |
| 2021 | Osijek  | 3.      | pistolet sportowy, 25 m             | 27    | [ 19 ] |
| 2021 | Osijek  | 5.      | pistolet sportowy, 25 m (druż.)     | 436   | [ 19 ] |

#### Strzelanie z 10 metrów
W latach 2013–2015 Bacaraszkina startowała jako juniorka, a od 2016 startuje jako seniorka.
| Rok  | Miasto  | Miejsce | Konkurencja                         | Wynik       | Źródło |
| ---- | ------- | ------- | ----------------------------------- | ----------- | ------ |
| 2013 | Odense  | 11.     | pistolet pneumatyczny, 10 m         | 374         | [ 20 ] |
| 2013 | Odense  | 3.      | pistolet pneumatyczny, 10 m (druż.) | 1125        | [ 20 ] |
| 2014 | Moskwa  | 3.      | pistolet pneumatyczny, 10 m         | 179,2       | [ 21 ] |
| 2014 | Moskwa  | 2.      | pistolet pneumatyczny, 10 m (druż.) | 1130        | [ 21 ] |
| 2015 | Arnhem  | 11.     | pistolet pneumatyczny, 10 m         | 380         | [ 22 ] |
| 2015 | Arnhem  | 1.      | pistolet pneumatyczny, 10 m (druż.) | 1141        | [ 22 ] |
| 2016 | Győr    | 7.      | pistolet pneumatyczny, 10 m         | 96,9        | [ 23 ] |
| 2016 | Győr    | 1.      | pistolet pneumatyczny, 10 m (druż.) | 1136        | [ 23 ] |
| 2016 | Győr    | 4.      | pistolet pneumatyczny, 10 m (mikst) | 176,6 (4:5) | [ 23 ] |
| 2017 | Maribor | 5.      | pistolet pneumatyczny, 10 m         | 178,4       | [ 24 ] |
| 2017 | Maribor | 3.      | pistolet pneumatyczny, 10 m (druż.) | 1134        | [ 24 ] |
| 2017 | Maribor | 2.      | pistolet pneumatyczny, 10 m (mikst) | 4           | [ 24 ] |
| 2018 | Győr    | 8.      | pistolet pneumatyczny, 10 m         | 113,6       | [ 25 ] |
| 2018 | Győr    | 1.      | pistolet pneumatyczny, 10 m (druż.) | 22          | [ 25 ] |
| 2018 | Győr    | 24.     | pistolet pneumatyczny, 10 m (mikst) | 756         | [ 25 ] |
| 2019 | Osijek  | 9.      | pistolet pneumatyczny, 10 m         | 575         | [ 26 ] |
| 2019 | Osijek  | 3.      | pistolet pneumatyczny, 10 m (druż.) | 16          | [ 26 ] |
| 2019 | Osijek  | 2.      | pistolet pneumatyczny, 10 m (mikst) | 485,1       | [ 26 ] |
| 2020 | Wrocław | 4.      | pistolet pneumatyczny, 10 m         | 193,4       | [ 27 ] |
| 2020 | Wrocław | 5.      | pistolet pneumatyczny, 10 m (druż.) | 560         | [ 27 ] |
| 2020 | Wrocław | 1.      | pistolet pneumatyczny, 10 m (mikst) | 17          | [ 27 ] |

### Igrzyska europejskie
| Rok  | Miasto | Miejsce | Konkurencja                         | Wynik | Źródło |
| ---- | ------ | ------- | ----------------------------------- | ----- | ------ |
| 2019 | Mińsk  | 4.      | pistolet pneumatyczny, 10 m         | 198,0 | [ 28 ] |
| 2019 | Mińsk  | 4.      | pistolet sportowy, 25 m             | 27    | [ 28 ] |
| 2019 | Mińsk  | 1.      | pistolet pneumatyczny, 10 m (mikst) | 17    | [ 28 ] |

## Wyróżnienia i odznaczenia
- Order Przyjaźni (11 września 2021)[29]